# Colorazione di Gram
La colorazione di Gram  è un esame di laboratorio che dà origine alla classificazione dei batteri in Gram-positivi e Gram-negativi (anche indicati come Gram+ e Gram−). 
Fu messa a punto nel 1884 dal medico danese Hans Joachim Christian Gram, e mette in evidenza alcune proprietà fondamentali della parete cellulare dei microrganismi. Con tale metodo è possibile esaminare sia batteri in coltura sia frammenti di tessuti.

## Colorazione di Gram di alcuni microrganismi comuni
| Famiglia                                | Gram | Aspetto                           | Informazioni                                                          | Rappresentanti                            |
| --------------------------------------- | ---- | --------------------------------- | --------------------------------------------------------------------- | ----------------------------------------- |
| Micrococchi                             | +    | cocchi a grappoli, ammassi        | nelle salamoie, utili per la stagionatura degli alimenti              |                                           |
| Stafilococchi                           | +    | cocchi a grappoli, cubi (sarcine) | patogeni nel latte e derivati. Producono tossine.                     | Staphylococcus aureus                     |
| Bacilli                                 | +    | bastoncelli                       | provocano alterazioni in molti alimenti. Responsabili del carbonchio. | Bacillus anthracis, Bacillus cereus       |
| Clostridium                             | +    | bastoncelli                       | provocano putrefazione e producono tossine negli scatolami            | Clostridium tetani, Clostridium botulinum |
| Batteri propionici (Corynebacteriaceae) | +    | bastoncelli                       | danno l'occhiatura a formaggi come l'emmental o il grana              |                                           |
| Micobatteri                             | +    | bastoncelli                       | possono provocare la tubercolosi o la lebbra                          | Mycobacterium tubercolosis                |
| Brucella                                | −    | bastoncelli                       | sulla pelle e nelle mucose                                            |                                           |
| Enterobatteri                           | −    | bastoncelli                       | possono provocare diverse patologie a partenza gastro-intestinale.    | Escherichia coli                          |
| Pseudomonas                             | −    | bastoncelli                       | patogeni, nell'acqua e nel suolo                                      | Pseudomonas aeruginosa                    |
| Aeromonas                               | −    | bastoncelli                       | patogeni, nell'acqua e nel suolo                                      |                                           |
| Ralstonia metallidurans                 | −    | bacilli                           | sopravvivono anche in presenza di metalli pesanti                     |                                           |

## Batteri Gram-negativi
La parete dei batteri Gram-negativi è molto complessa, la membrana esterna si trova al di fuori dello strato di peptidoglicano, e la proteina presente in maggior quantità è la lipoproteina di Brown, che presenta una terminazione idrofobica tramite la quale si lega alla membrana esterna. In questo modo la lipoproteina funge da legante fra la membrana esterna e lo strato di peptidoglicano.
La membrana esterna presenta molte molecole grosse e complesse, denominate “lipopolisaccaridi (LPS)” suddivisi in tre complessi distinti:
- la regione del lipide A: costituita da un disaccaride con attaccati a ciascun carboidrato tre acidi grassi e fosfato, una cui parte si proietta dalla superficie verso l'esterno, mentre il resto del complesso è ancorato alla membrana esterna.
- il nucleo polisaccaridico (o core): costituito da una catena di 10 zuccheri, è legato al lipide A. Esso contiene in genere zuccheri e fosfati caricati elettricamente, perciò contribuisce a rendere negativa la carica della superficie batterica.
- la catena laterale O, o antigene O: costituito da una corta catena polisaccaridica che si proietta dal nucleo verso l'esterno; a seconda del ceppo batterico varia la sua composizione.

Gli anticorpi della cellula ospite sono in grado di riconoscere le catene laterali O, ma i batteri Gram-negativi sono in grado di modificare la natura delle catene laterali in modo da contrastare le difese dell'ospite.
Questo tipo di batteri è più resistente agli antibiotici, in quanto nel periplasma sono presenti enzimi, come la beta-lattamasi, che distruggono l'anello beta-lattamico di alcuni antibiotici, tra cui la penicillina.

## Procedimento
1.	Mettere una goccia di acqua sul vetrino portaoggetti.

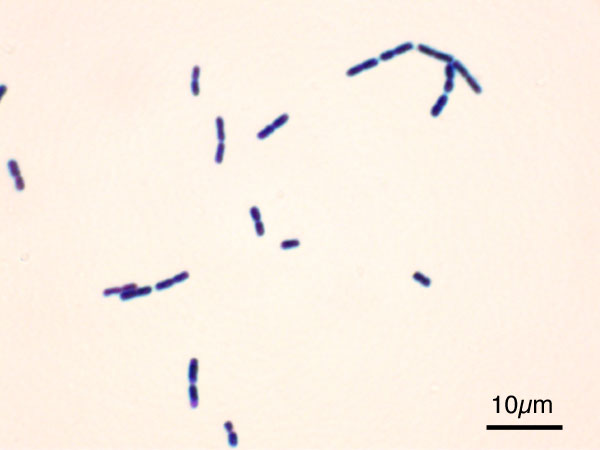
Colonia di Bacillus cereus (Gram +)

2.	Con un'ansa sterile da 1μL prelevare una porzione di colonia da una piastra.
3.	Stemperare con movimenti circolari sempre più ampi la porzione di colonia prelevata sulla goccia d'acqua.
4.	Esporre il vetrino ad una fonte di calore, non troppo diretta (es. 30cm sopra ad una fiamma), fino a che tutta l'acqua non è evaporata. 
5.	Predisporre una vaschetta per colorazione e appoggiare i vetrini su un supporto orizzontale oppure mantenere orizzontale il vetrino portaoggetti con l'aiuto di una pinza porta vetrini.
6.	Ricoprire il preparato con Violetto di genziana o cristal-violetto, che colora le componenti acide della parete batterica e lasciar agire per due minuti.

7.	Eliminare l'eccesso di colorante e sciacquare con acqua; 

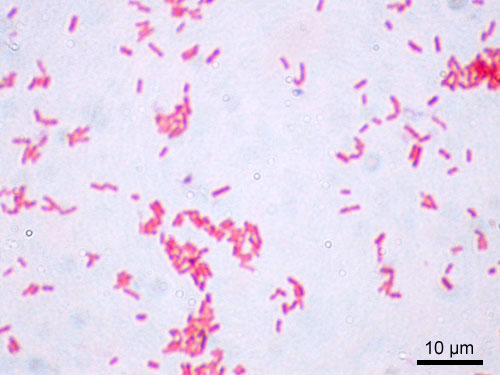
Colonia di Escherichia coli (Gram −)

8.	Ricoprire con il reattivo di Lugol  che funge da mordente. Lasciar agire per un minuto. Far scivolare l'eccesso di Lugol e decolorare il vetrino con etanolo. A questo punto la parte esterna dei Gram-, costituita da un doppio strato lipidico e lipopolisaccaridi e legata al colorante, verrà solvatata dall'etanolo, lasciando lo strato di peptidoglicano sottostante. La parete dei Gram+ invece, formata da uno spesso strato di peptidoglicano, non verrà solvatata e rimarrà legata al cristal-violetto.
9.	Contrastare con safranina per un minuto. La safranina colora le componenti acide rimaste libere dei Gram- colorandole in rosso, mentre non può legarsi ai componenti molecolari dei Gram+, impegnati nel legame con il cristal-violetto. Sciacquare con acqua, sgocciolare il vetrino e lasciarlo asciugare all'aria o passandolo sul bunsen.
10.	Osservare al microscopio ottico dapprima a basso ingrandimento e poi con obiettivo a immersione. Come risultato finale i batteri Gram+ risulteranno di colore viola, mentre i batteri Gram- di colore rosso.
Le colture batteriche molto vecchie tendono a trattenere meno il colorante, apparendo meno Gram-positive di quanto siano in realtà; alcune (poche) specie di batteri inoltre non danno un responso chiaro alla colorazione, e sono dette Gram-variabili.
La colorazione di Gram è una colorazione di tipo regressivo in quanto, dopo una prima colorazione generale con cristalvioletto o di genziana, avverrà una decolorazione dei batteri Gram− con dell'alcool etilico puro, per poi essere ricolorati utilizzando la safranina.

## Significato biologico della colorazione
La differenza nella capacità di trattenere il colorante basico è data dalla quantità di peptidoglicano (mureina) contenuto nella parete cellulare: i Gram-positivi presentano amminozuccheri N-acetilglucosamina e acido N-acetilmuramico, ai quali sono legate corte catene di amminoacidi, che conferiscono stabilità e consistenza a tale strato; i Gram-negativi presentano invece una parete più sottile, ricca di lipopolisaccaridi e lipoproteine.